# Winnertzia
Winnertzia is een muggengeslacht uit de familie van de galmuggen (Cecidomyiidae). De wetenschappelijke naam van de soort is voor het eerst geldig gepubliceerd in 1861 door Camillo Rondani. De naam verwijst naar de entomoloog Johannes Winnertz die de typesoort had beschreven.
Winnertzia heeft een kosmopolitische verspreiding. Het geslacht omvat ongeveer 60 beschreven soorten, plus meerdere nog onbeschreven soorten. 

## Soorten
- W. ampelophila (Felt, 1907)
- W. anomala Kieffer, 1896
- W. arizoniensis Felt, 1908
- W. assimilata Mamaev, 1972
- W. betulicola Mamaev, 1963
- W. brachypalpa Mamaev, 1975
- W. brevis Mamaev, 2002
- W. bulbifera Mamaev, 1963
- W. carpini Felt, 1907
- W. carpinicola Kieffer, 1913
- W. centralis Mamaev, 2001
- W. citrina (Kieffer, 1888)
- W. conorum Kieffer, 1920
- W. cornigera Mamaev, 2002
- W. corticis Kieffer, 1913
- W. curvata Panelius, 1965
- W. discretella Spungis, 1992
- W. dispar Mamaev, 2002
- W. divergens Mamaev, 2002
- W. equestris Mamaev, 1963
- W. feralis Mamaev, 2002
- W. fungicola Felt, 1921
- W. fusca Kieffer, 1901
- W. globifera Mamaev, 1963
- W. graduata Spungis, 1992
- W. griseipennis (F. Low, 1874)
- W. hudsonici Felt, 1908
- W. invisibilis Mamaev, 2001
- W. iridis Mamaev, 2002
- W. levicollis Kieffer, 1900
- W. longiptera Mamaev, 2002
- W. lugubris (Winnertz, 1853)
- W. maxima Mamaev, 1963
- W. mycetaula Mamaev, 2002
- W. nigra Mamaev, 1963
- W. nigricolor Mamaev, 2002

- W. nigripennis Kieffer, 1896
- W. obscura Kieffer, 1894
- W. obscuricornis Mamaev, 2001
- W. padicola Spungis, 1992
- W. palustris Felt, 1915
- W. pictipes Kieffer, 1896
- W. pinicorticis Felt, 1907
- W. populicola Spungis, 1992
- W. pravdini Mamaeva & Mamaev, 1971
- W. proxima Kieffer, 1894
- W. pustulata Spungis, 1992
- W. quercicola Kieffer, 1913
- W. regia Mamaev, 2002
- W. rotundata Spungis, 1992
- W. rubida Felt, 1908
- W. rubra Kieffer, 1894
- W. rubricola Mamaev, 1963
- W. salicis (Bouché, 1834)
- W. sequentis Mamaev, 2001
- W. solidaginis Felt, 1907
- W. striaticollis Kieffer, 1901
- W. sublongiptera Mamaev, 2002
- W. tarsata Mamaev, 2002
- W. tenella (Walker, 1856)
- W. triangulifera Mamaev, 2001
- W. tridens Panelius, 1965
- W. tumida Panelius, 1965
- W. vexans (Kieffer, 1913)